# 刘玉清
刘玉清（1923年3月14日—），天津宁河人，中国放射-医学影像学专家。

## 生平
1948年毕业于国立沈阳医学院，获学士学位，1951年北京协和医学院研究生毕业。1995年当选为中国工程院院士。